# 海沼實
海沼 實（かいぬま みのる、1909年1月31日 - 1971年6月13日）は、日本の童謡作曲家。

## 経歴
長野県埴科郡松代町（現長野市）で菓子舗を営む海沼万吉の長男として誕生。
1932年、資産家であった叔父の支援を受けて上京し、同郷の作曲家・草川信や、その音楽学校時代の同級生である成田為三らに師事。東洋音楽学校高等師範科（現・東京音楽大学）在学中の昭和8年（1933年）に音羽ゆりかご会を創設し、川田正子（後に継子となる）、川田孝子（後に継子となる）、川田美智子（実子）の川田三姉妹をはじめとする数多くの童謡歌手を育てた。
1938年に「お猿のかごや」で初めてのヒットを記録すると、以後「あの子はたあれ」、「ちんから峠」、「めだかの幼稚園」、「花やさん」、「つばめの旅」、「からすの赤ちゃん」、「やさしいおかあさま」など、数多くの国民的ヒット作品を生みだした。
1941年には関東児童唱歌コンクールにも出場して入賞。翌年には2位、さらに翌年には1位と2位を独占して完全優勝した。
戦争中、多くの歌手や作詞家、作曲家らが東京を離れ疎開する中、毎日のように内幸町のNHKスタジオに通い、童謡を放送し続けた。
終戦直後の混乱期には、戦災に苦しんだ子ども達を励まそうと「見てござる」、「里の秋」、「みかんの花咲く丘」、「夢のお馬車」などを発表し、再び国民的な大ヒットを記録。
1947年以降はコロムビアと専属契約を結んで活動し、日本音楽著作権協会、日本作曲家協会、日本童謡協会などの役職を歴任。
童謡作曲家として最も多くのヒット作に恵まれたことから「童謡のかみさま」と称された一方、晩年は童謡排斥派から「最後の童謡作曲家」と揶揄されることもあった。川田三姉妹をはじめとする童謡歌手の発掘や、結成した音羽ゆりかご会を通して、戦後の童謡黄金期を形成した作曲家として、その功績は日本童謡界において屈指のものと評価されている。
菩提寺は東京の築地本願寺で、墓所は築地本願寺の和田堀廟所内にある。
近年、正統派の童謡評論家として活動している三代目海沼実は海沼の孫にあたる。

## 作品
戦前～戦中
- 『またあしたね』作詞：横堀恒子
- 『あの子はたあれ』昭和14年、作詞：細川雄太郎
- 『めだかの幼稚園』作詞：斎藤信夫
- 『花屋さん』作詞：高田三九三
- 『つばめの旅』作詞：三苫やすし
- 『お猿のかごや』昭和13年、作詞：山上武夫
- 『軍艦旗の歌』昭和13年、作詞：松美佐雄
- 『ちんから峠』昭和14年、作詞：細川雄太郎
- 『やさしいお母さま』昭和15年、作詞：稲穂雅己
- 『からすの赤ちゃん』昭和16年、作詞：海沼實
- 『欲しがりません 勝つまでは』昭和17年、作詞：山上武夫

戦後
- 『見てござる』昭和20年、作詞：山上武夫
- 『里の秋』昭和20年、作詞:斎藤信夫
- 『みかんの花咲く丘』昭和21年、作詞：加藤省吾
- 『蛙の笛』昭和21年、作詞：斎藤信夫
- 『母さんたずねて』昭和21年、作詞：斎藤信夫
- 『夢のお馬車』昭和22年、作詞：斎藤信夫
- 『夢のおそり』昭和22年、作詞：斎藤信夫
- 『お花のホテル』作詞：加藤省吾
- 『かぐや姫』作詞：加藤省吾
- 『すずらんの花さく丘』作詞：加藤省吾
- 『たのしい朝』作詞：加藤省吾
- 『ちょうちょのお夢』作詞：加藤省吾
- 『みどりのそよ風』作詞：加藤省吾
- 『青い風』作詞：勝承夫
- 『つばめの旅』作詞：三苫やすし
- 『花やさん』作詞：高田三九三
- 『ワン・ツー・スリー・ゴー』第6回日本レコード大賞童謡賞受賞曲
- 『うまれたきょうだい11にん』第11回日本レコード大賞童謡賞受賞曲
- 『明るい街』（イケダの灯油・テーマソング）作詞：島来展也